# 京谷啓徳
京谷 啓徳（きょうたに よしのり、1969年 - ）は、日本の西洋美術史学者、学習院大学教授。

## 略歴
香港生まれ。1988年千葉県立東葛飾高等学校卒業、1993年東京大学文学部美術史学科卒、99年同大学院人文社会系研究科博士課程満期退学。2000年「君主称揚のレトリック :ボルソ・デステとスキファノイア宮殿「12カ月の間」装飾壁画」で博士（文学）。
東京大学助手、九州大学人文科学研究院助教授、准教授、2019年学習院大学文学部教授。
2003年『ボルソ・デステとスキファノイア壁画』で、第9回地中海学会ヘレンド賞、第26回マルコ・ポーロ賞受賞。2018年『凱旋門と活人画の風俗史 儚きスペクタクルの力』でサントリー学芸賞受賞。

## 著作
- 『ボルソ・デステとスキファノイア壁画』中央公論美術出版、2003
- 『もっと知りたいボッティチェッリ 生涯と作品』東京美術 アート・ビギナーズ・コレクション、2009
- 『凱旋門と活人画の風俗史 儚きスペクタクルの力』講談社選書メチエ 2017

### 共著
- 『ボッティチェッリ全作品』高階秀爾、鈴木杜幾子共編・解説 中央公論美術出版、2005
- 『西洋美術の歴史 4 ルネサンスⅠ　百花繚乱のイタリア、新たな精神と新たな表現』小佐野重利・水野千依共編著 中央公論新社 2016。ISBN 978-4124035940
- 『西洋美術史（美術出版ライブラリー 歴史篇）』秋山聰、田中正之監修 美術出版社、2021

### 翻訳
- エドウィン・ホール『アルノルフィーニの婚約 中世の結婚とファン・エイク作<アルノルフィーニ夫妻の肖像>の謎』小佐野重利、北澤洋子共訳 中央公論美術出版、2001

## 参考
- [ISBN　978-4-8087-0860-3]